# Richard Bowdler Sharpe
Richard Bowdler Sharpe (Londra, 22 novembre 1847 – Londra, 25 dicembre 1909) è stato uno zoologo e biologo inglese.
Sharpe studiò a Brighton, Peterborough e Loughborough. All'età di sedici anni andò a lavorare per Smith & Sons a Londra, nel 1869 si laurea in Scienze Biologiche, specializzandosi in Ornitologia e Entomologia. Nel 1864 iniziò il suo primo lavoro ornitologico, il Monograph of the Kingfishers (1868-71).
Nel 1867 Sharpe ottenne il posto di bibliotecario della Zoological Society, su raccomandazione di Osbert Salvin e Philip Sclater. Alla morte di George Robert Gray nel 1872 servì il British Museum come assistente senior nel dipartimento di zoologia, occupandosi della collezione di uccelli. Nel 1895 divenne custode degli assistenti, rimanendovi fino alla morte per polmonite.
Sharpe nel 1892 fondò il British Ornithologists' Club e redasse il suo rapporto. Scrisse tredici volumi e mezzo dei 27 volumi del Catalogue of the Birds in the British Museum (1874-1898).

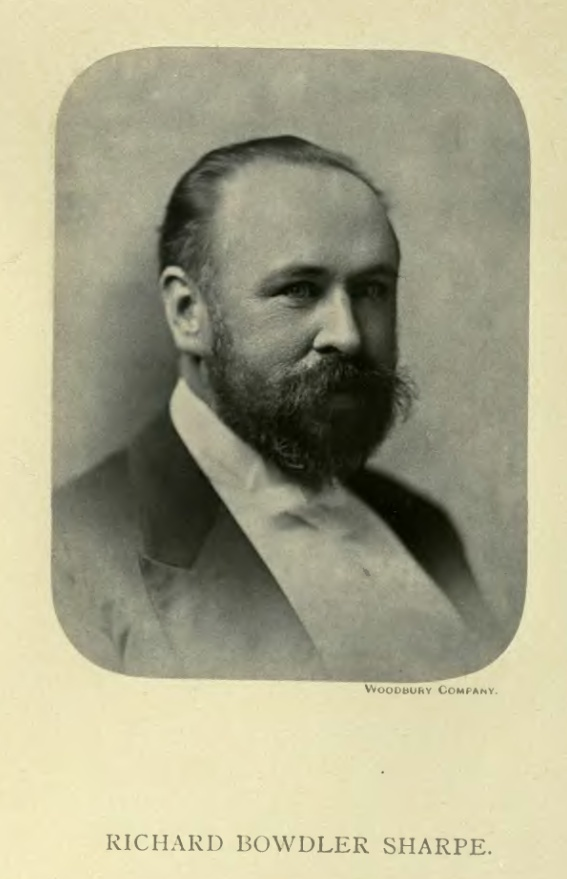

## Pubblicazioni
- Catalogue of the Accipitres, or diurnal birds of prey, in the collection of the British Museum. (1874).
- Catalogue of the Striges, or nocturnal birds of prey, in the collection of the British museum. (1875).
- Catalogue of the Passeriformes, or perching birds, in the collection of the British museum. Coliomorphae... (1877).
- Catalogue of the Passeriformes, or perching birds, in the collection of the British museum. Cichlomorphae, pt.I... (1879).
- Catalogue of the Passeriformes, or perching birds, in the collection of the British museum. Cichlomorphae, pt.III-[IV]...  (1881-83).
- Catalogue of the Passeriformes, or perching birds, in the collection of the British museum. Fringilliformes, pt.I... (1885).
- A monograph of the Hirundinidae, (1894).
- A Monograph of The Alcedinidae, or Family of Kingfishers (1868 - 1871).
- Catalogue of the Passeriformes, or perching birds, in the collection of the British museum. Fringilliformes, pt.III... (1888).
- Catalogue of the Passeriformes, or perching birds, in the collection of the British museum. Sturniformes... (1890).
- Catalogue of the Picariae in the collection of the British museum. Coraciae... (1892).
- Catalogue of the Fulicariae... and Alectorides... in the collection of the British museum. (1894).
- Catalogue of the Limicolae in the collection of the British museum. (1896).
- Catalogue of the Plataleae, Herodiones, Steganopodes, Pygopodes, Alcae, and Impennes in the collection of the British museum. (1898).